# Absolute Dissent
Absolute Dissent è il tredicesimo album in studio del gruppo musicale post-punk inglese Killing Joke, pubblicato nel 2010.

## Tracce
1. Absolute Dissent – 6:16
2. The Great Cull – 5:57
3. Fresh Fever from the Skies – 3:23
4. In Excelsis – 4:04
5. European Super State – 4:42
6. This World Hell – 5:27
7. Endgame – 4:42
8. The Raven King – 6:33
9. Honour the Fire – 5:50
10. Depthcharge – 4:17
11. Here Comes the Singularity – 5:04
12. Ghosts of Ladbroke Grove – 6:32

## Formazione
- Jaz Coleman - voce, sintetizzatore
- Kevin "Geordie" Walker - chitarra
- Martin "Youth" Glover - basso, sintetizzatore
- Paul Ferguson - batteria